# Sergius och Bacchus
Sergius och Bacchus (grekiska Σέργιος και Βάκχος), döda cirka 303 i Risafe i Syrien, var två kristna romerska soldater som led martyrdöden. De vördas som helgon i Romersk-katolska kyrkan och ortodoxa kyrkan, med minnesdag den 7 oktober.

## Sergius (förnamn)
Sergius blev senare ett vanligt manligt förnamn i den latinspråkiga världen. I de latinska dotterspråken har namnet bland annat haft stavningarna Sergio, Serge och Sergi. Liknande namn är vanliga i vissa slaviska språk, men där är regel namnet kopplat till klostergrundaren och det ortodoxa helgonet Sergij av Radonezj (1318–1392).

## Kyrkobyggnader
- Santi Sergio e Bacco al Foro Romano
- Santi Sergio e Bacco degli Ucraini